# Barbechas
Les barbechas exercent une profession majoritairement féminine en Tunisie, dont le rôle est de collecter les déchets recyclables dans les décharges du pays afin de les valoriser. Le terme « chiffonniers » ou « chiffonnières » est également utilisé pour les désigner. Selon Radhia Jerbi, présidente de l'Union nationale de la femme tunisienne (UNFT), elles seraient entre 8 000 et 15 000 à exercer ce travail à travers le pays.

## Modèle économique
Situé dans le secteur informel de l'économie de la Tunisie, leur action contribue significativement à réduire les déchets plastiques et métalliques, principalement le cuivre et le fer. Selon l'ONG International Alert, les barbechas assurent ainsi les deux tiers du recyclage du pays. La revente de ces matériaux est leur principale source de revenu : le kilo de plastique leur rapporte l'équivalent de 20 centimes d'euro. Le revenu varie de deux à douze dollars par jour. Selon la saison, leur collecte varie en moyenne de 10 à 50 kilos par jour.

## Profil des travailleuses
Alors que les femmes sont majoritaires dans cette profession, une étude de l'UNFT menée sur un échantillon de 116 d'entre elles révèle qu'elles sont majoritairement âgées : près d'un tiers d'entre elles a entre 50 et 60 ans, et plus d'un quart a plus de 60 ans. En termes d'instruction, 56 % sont analphabètes. Ces caractéristiques les placent d'elles parmi les personnes les plus vulnérables de la société tunisienne, souvent isolées et confrontées à des difficultés personnelles et familiales.

## Condition de travail
Leur travail leur impose de commencer très tôt pour fouiller les poubelles avant qu'elles soient retirées par les éboueurs, et de marcher pendant des heures avec un sac sur le dos à la recherche de déchets recyclables dans les décharges. La plupart travaille sans équipement de protection adapté, et n'ont ni gants ni masques pour se protéger des odeurs toxiques et des dangers présents dans les décharges. En outre, leurs faibles revenus et le fait qu'aucune, ou presque, ne dispose d'une couverture sociale, ne leur permettent pas un suivi médical régulier alors que leur santé est particulièrement exposée au risque du fait de leurs conditions de travail.